# Idaea reversaria
Idaea reversaria är en fjärilsart som beskrevs av Philogène Auguste Joseph Duponchel 1845. Idaea reversaria ingår i släktet Idaea och familjen mätare. Inga underarter finns listade i Catalogue of Life.